# Identification des équidés en France

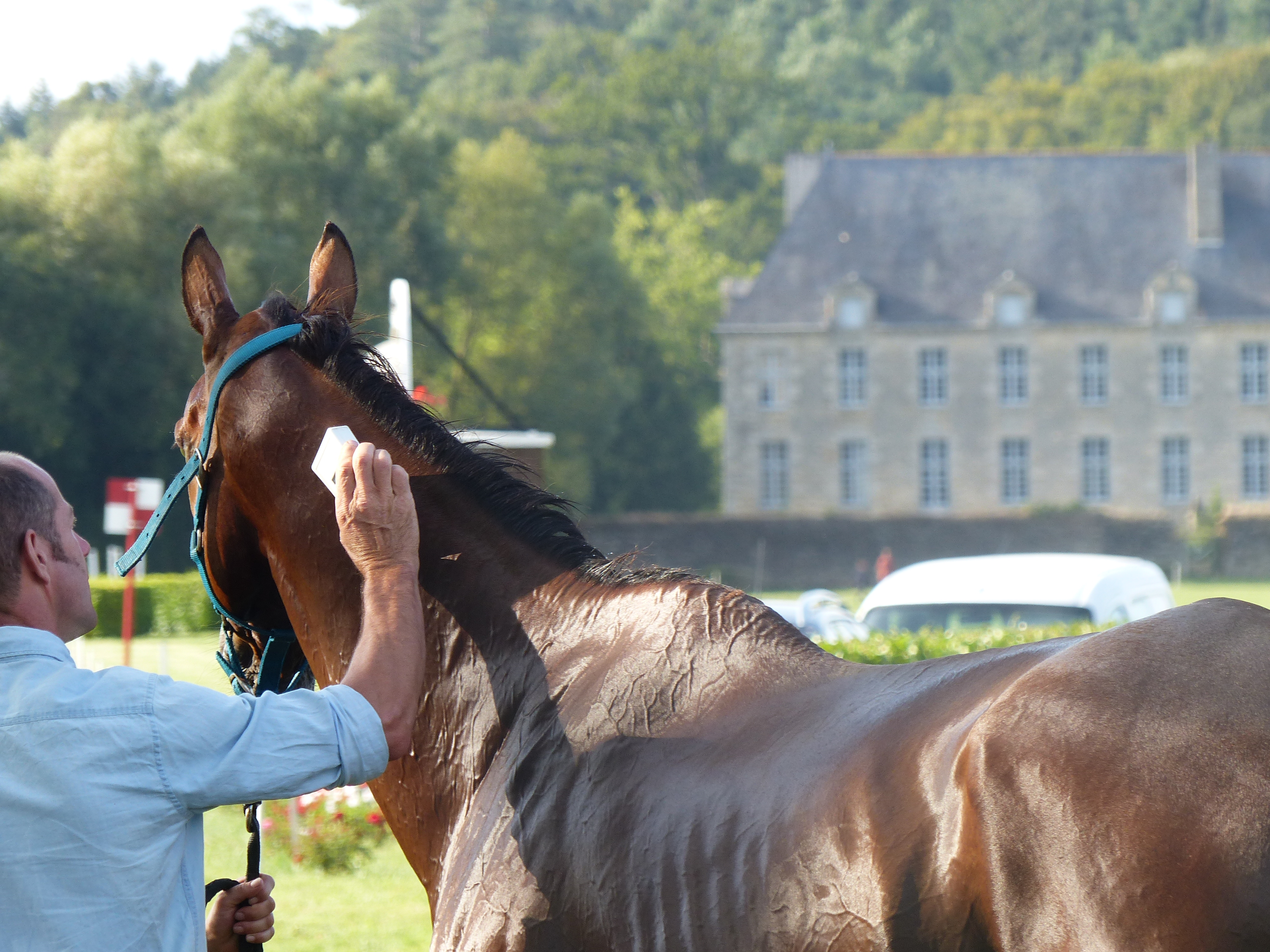
Lecture de la puce d'un Pur-sang sur l'hippodrome de Saint-Jean-des-Prés.

L’identification des équidés en France repose sur l'utilisation d'un transpondeur électronique et d'un fichier (le Système d'identification répertoriant les équidés, ou SIRE), collectant les informations relatives à chaque équidé. 

## Fichier
Le Système d'information répertoriant les équidés (SIRE) est un fichier central développé en 1973 par l'Institut du cheval. 

## Transpondeur

### Principe
De la taille d'un grain de riz, le transpondeur se présente sous la forme d'une petite capsule de verre très résistante, inerte et biocompatible. À l'intérieur se trouve une puce électronique comportant un code unique et inaltérable. Sa lecture se fait via onde-radio avec un lecteur, selon les mêmes principes que les radio-étiquettes. L'immatriculation contenue dans la puce est contenue dans une base de données gérées, en France, par le SIRE, service des Haras nationaux situé à Pompadour.

### Pose
Le transpondeur se pose généralement dans le tiers supérieur ou le haut de l'encolure de l'équidé et du côté gauche. Cette zone présente l'avantage d'être peu innervée et permet un bon enkystement. Elle est aisément accessible. La pose du transpondeur est obligatoirement effectuée par une autorité agréée par les Haras nationaux, généralement un vétérinaire ou un agent des Haras nationaux. Rapide, son implantation est un acte qui n'est pas plus douloureux qu'une piqûre. L'équidé doit être immatriculé avant toute pose, mais la procédure permet de relever simultanément le signalement d'équidé non encore enregistré par le SIRE. Une fois posée, la puce est difficile à extraire, ce qui représente un moyen de dissuasion contre le vol d'équidé. La puce est prévue pour fonctionner durant toute la vie de l'animal sans aucune maintenance.

## Obligations légales
À la suite du décret du 5 octobre 2001, l'identification de tous les équidés en France est obligatoire sous peine d'amende. L'arrêté du 30 avril 2002 relatif à l'identification complémentaire des équidés par la pose d'un transpondeur électronique modifié par arrêté du 26/08/2003, précise les obligations concernant la pose des transpondeurs. Pour des raisons pratiques, un calendrier d'application a été mis en place afin de lisser dans le temps la pose des transpondeurs sur tous les équidés français.

### Calendrier d'application
- 1er janvier 2003 : la pose concerne les chevaux de pur sang nés à partir de 2003, trotteurs français qualifiés, chevaux de pure race espagnole, les ânes inscriptibles à un stud book et à tous les équidés destinés à l'abattoir.
- 1er janvier 2004 : pour tous les équidés naissant en France, la pose du transpondeur doit être effectuée avant leur sevrage et au plus tard le 31 décembre de leur année de naissance. Pour toute nouvelle immatriculation, la pose du transpondeur est obligatoire.
- 1er janvier 2005 : pour tous les équidés mis à la reproduction.
- 1er janvier 2006 : pour les équidés participant à une course, une épreuve ou concours d'élevage, ou à toute compétition ou manifestation organisée par les Haras nationaux ou un organisme agréé ou habilité
- 1er janvier 2008 : pour tous les équidés vivant sur le sol français.